# Долішнє Дряново
Долішнє Дря́ново (болг. Долно Дряново) — село в Благоєвградській області Болгарії. Входить до складу громади Гирмен.

## Населення
За даними перепису населення 2011 року у селі проживали 1216 осіб.
Національний склад населення села:
| Національність   | Кількість осіб | Відсоток |
| ---------------- | -------------- | -------- |
| турки            | 414            | 43,1%    |
| болгари          | 403            | 41,9%    |
| інша             | 143            | 14,9%    |
| Всього відповіли | 961            |          |

Розподіл населення за віком у 2011 році:
Динаміка населення: